# Arnd Brummer
Arnd Brummer (* 5. Juni 1957 in Bad Mergentheim) ist ein deutscher Journalist und Autor. Er war zuletzt geschäftsführender Herausgeber der von der evangelischen Kirche veröffentlichten Zeitschrift Chrismon

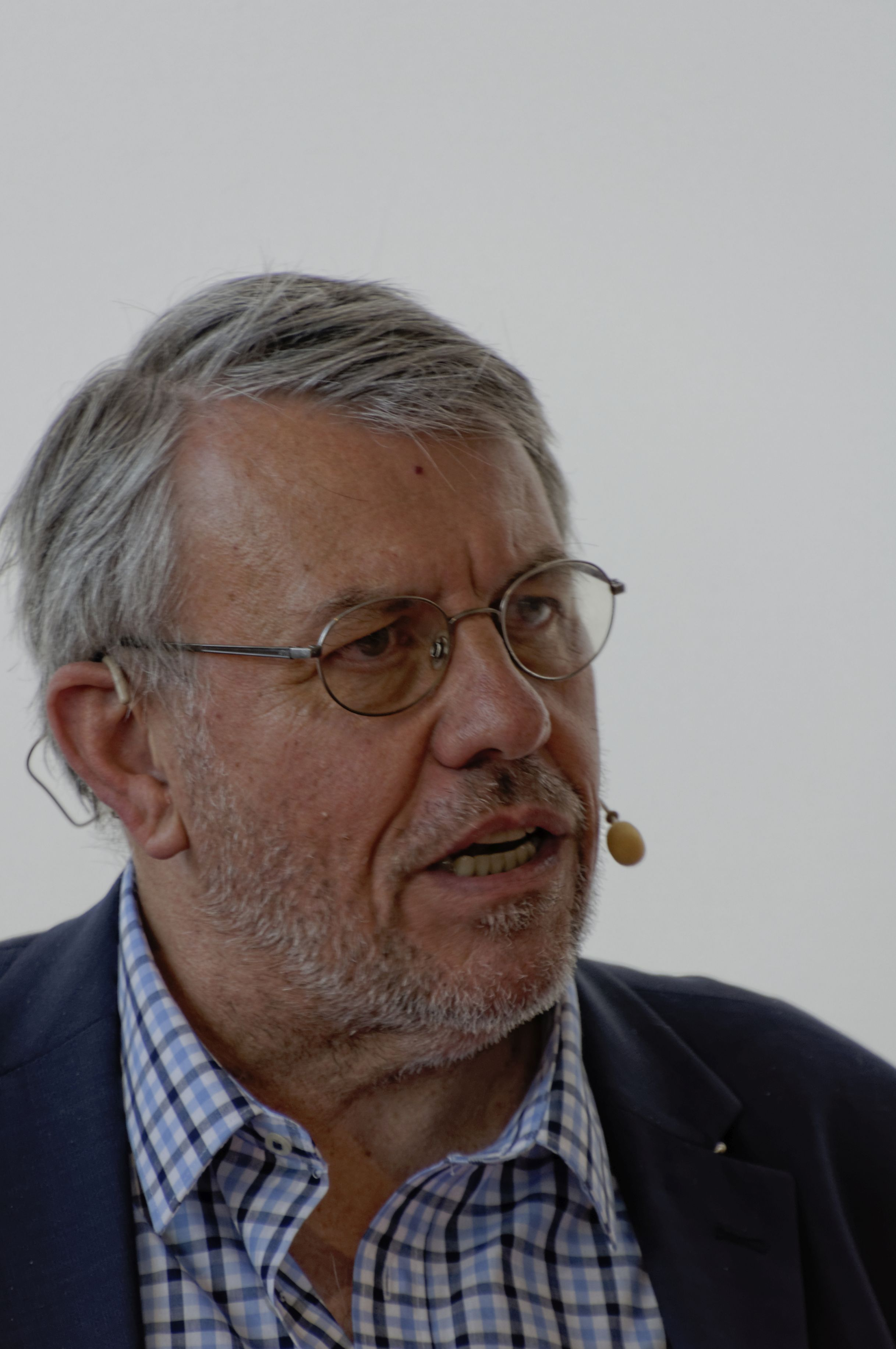
Frankfurt Buchmesse 2018

## Leben
Brummer wuchs in Konstanz in einer katholischen Familie auf, seine Mutter war Redakteurin einer katholischen regionalen Wochenzeitung in Konstanz. Er konvertierte später zur evangelischen Kirche. Über seinen Konfessionswechsel veröffentlichte er einen persönlichen Bericht unter dem Titel Unter Ketzern.
Brummer besuchte das Heinrich-Suso-Gymnasium Konstanz und war danach Volontär beim Schwarzwälder Boten. Anschließend arbeitete er als Politik- und Kulturredakteur bei Tageszeitungen, leitete zeitweilig eine Radiostation und berichtete als Korrespondent aus Bonn über Außen-, Verteidigungs- und Gesellschaftspolitik. In den 1980er Jahren war er Politikchef der Stuttgarter Zeitung Sonntag Aktuell. Zeitweilig war er als Korrespondent in Straßburg akkreditiert.
1991 wurde er stellvertretender Chefredakteur des Deutschen Allgemeinen Sonntagsblatts, 1992 Chefredakteur. Auch nach der Umwandlung der Wochenzeitung in das von ihm inspirierte und maßgeblich entwickelte Monatsmagazin Chrismon im Jahr 2000 leitete er die Redaktion. Nach Beendigung seiner Tätigkeit als Geschäftsführer des Hansischen Druck- und Verlagshauses (seit 1995), eines Tochterunternehmens des Gemeinschaftswerks der Evangelischen Publizistik, war er von 2014 bis 2022 geschäftsführender Herausgeber von Chrismon. Außerdem leitete er von 2004 bis 2022 7 Wochen Ohne, die Fastenaktion der Evangelischen Kirche. 2022 trat er in den Ruhestand.
Brummer war zeitweilig Mitglied im Kuratorium der Wolf-Erich-Kellner-Gedächtnisstiftung. Er ist mit einer Journalistin verheiratet und hat einen Sohn.

## Politik
In Hamburg übernahm Brummer Ämter in der FDP. Er war ab 1995 zunächst stellvertretender und von 1997 bis 1999 Landesvorsitzender der FDP Hamburg. Zum Jahresende 2011 trat er aus der FDP aus. Er begründete dies mit der fortschreitenden „programmatischen Verwahrlosung“ der Partei. Dies gelte insbesondere für die Felder Kultur- und Sozialpolitik. Ein Profil im liberalen Sinne billige er auf Bundesebene Sabine Leutheusser-Schnarrenberger zu, die auf dem Sektor der Rechtspolitik Haltung zeige.

## Schriften
- Reform oder Ruin?  Norbert Blüms Rezept gegen den Kollaps der Krankenversicherung (mit Kerstin Klamroth). Bergisch Gladbach 1988, ISBN 3-404-60244-7.
- Der Fluch des Taxifahrers – Notizen aus dem Leben. Hamburg 2003, ISBN 3-9807849-4-0.
- Notizen aus dem Leben 2 – Alles sauber, alles neu. Frankfurt am Main 2008, ISBN 978-3-938704-58-5.
- 24 Geschichten zum Advent. Frankfurt am Main 2008, ISBN 978-3-938704-43-1.
- Unter Ketzern. Warum ich evangelisch bin. Frankfurt am Main 2011, ISBN 978-3-86921-088-9.
- Hauptsache gesund! Wider den Wellnesswahn (zusammen mit Klaas Huizing). Frankfurt am Main 2013, ISBN 978-3-86921-131-2.

Herausgeberschaften
- Vom Klingelbeutel zum Profitcenter?  Strategien und Modelle für das Unternehmen Kirche. Hamburg 1997, ISBN 3-00-001475-6, zusammen mit Wolfgang Nethöfel.
- Gottessucher – Reisen in die Kirchengeschichte. Hamburg 2003, ISBN 3-9807849-6-7.
- Mit C. S. Lewis den Staub aus dem Alltag klopfen. Freiburg im Breisgau 2006, ISBN 978-3-451-05804-2.
- Behüte mich auch diesen Tag. Frankfurt am Main 2008, ISBN 978-3-938704-09-7.
- Vom Gebet zur Demo. 1989 – die friedliche Revolution begann in den Kirchen. Frankfurt am Main 2009, ISBN 978-3-938704-83-7.

Tonträger
- Der Fluch des Taxifahrers – Notizen aus dem Leben. Frankfurt am Main 2008, ISBN 978-3-938704-33-2.